# Oculinidae

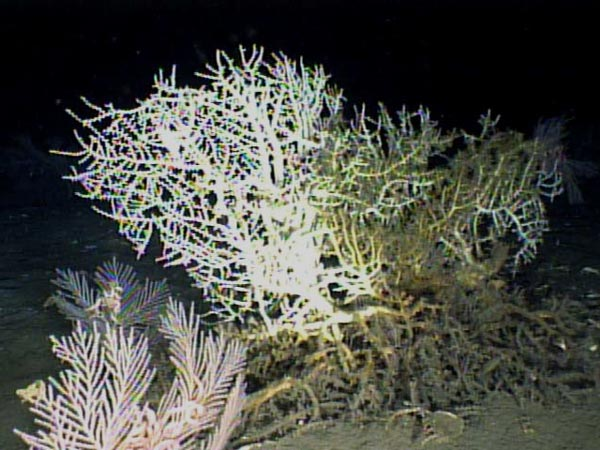
Tiefseekoralle (Madrepora sp.)

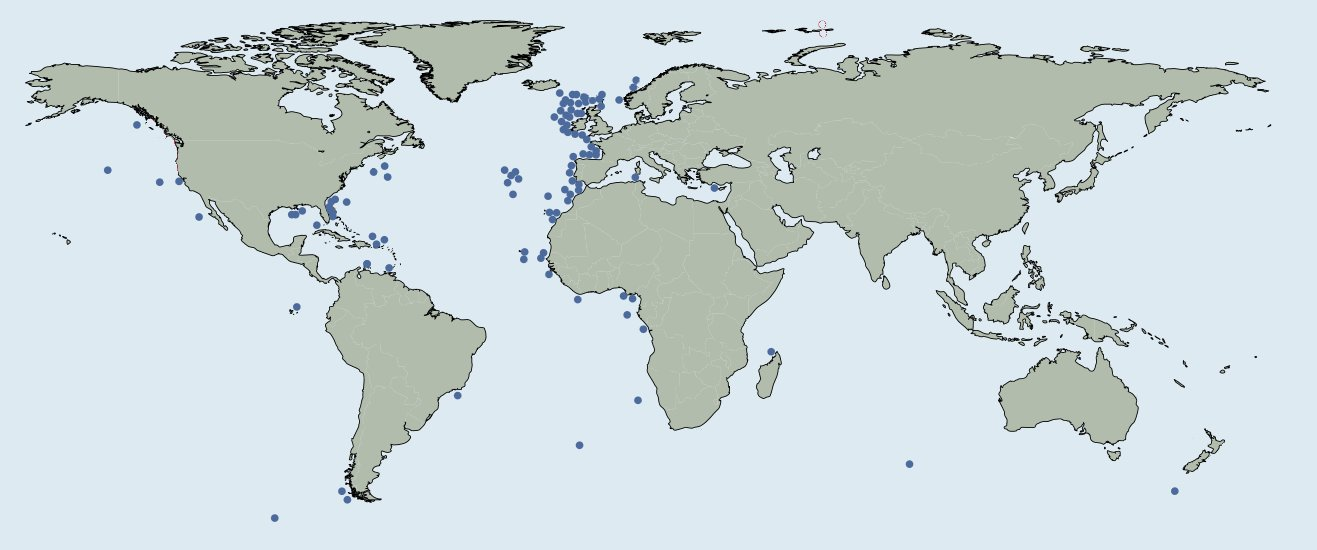
Vorkommen der Oculinidae

Die Oculinidae sind eine Familie der Steinkorallen (Scleractinia), die überwiegend Gattungen aus kalten und gemäßigten Meeren enthält.
Die Korallen leben meist in größerer Tiefe und sind ahermatypisch, das heißt, sie leben nicht in Symbiose mit Zooxanthellen.
Madrepora oculata bildet bis zu 40 Zentimeter hohe Stöcke und lebt zum Beispiel vor der Küste und in den Fjorden Norwegens in Tiefen von 50 bis 1600 Meter. Sie kommt auch im Mittelmeer vor.
Im Gegensatz zu Warmwasserkorallen brauchen Kaltwasserkorallen kaum Licht. Sie werden erst seit den 1990er Jahren näher erforscht und sind durch die Versauerung der Meere und Schleppnetzfischerei bedroht. In 60–70 Jahren sollen etwa zwei Drittel der bekannten Kaltwasserkorallen nicht mehr existieren.

## Gattungen
- † Bantamia Yabe & Eguchi, 1943
- Bathelia Moseley, 1881
- Cyathelia Milne-Edwards & Haime, 1849
- Madrepora Linnaeus, 1758
- Oculina Lamarck, 1816
- Petrophyllia Conrad, 1855
- Schizoculina Wells, 1937
- Sclerhelia Milne-Edwards & Haime, 1850